# 6 nimmt!
6 nimmt! ist ein Kartenspiel von Wolfgang Kramer, erschienen beim deutschen Spieleverlag Amigo. Das Spiel wurde 1994 mit dem Deutschen Spielepreis ausgezeichnet und auf die Auswahlliste zum Spiel des Jahres 1994 aufgenommen, zudem erhielt es im selben Jahr den À-la-carte-Kartenspielpreis der Zeitschrift Fairplay und wurde 1996 in der amerikanischen Version Take 6 auf die Auszeichnungsliste Mensa Select des Verbandes Mensa International aufgenommen. Aufgrund des Erfolges wurde das Spiel in den Folgejahren in zahlreiche weitere Sprachen übersetzt.
Das Spielprinzip von 6 nimmt! wurde von späteren Ablegern wie Hornochsen!, 11 nimmt! und X nimmt! teilweise übernommen, diese unterscheiden sich jedoch durch einige Regelmodifikationen.

## Spielprinzip
Bei dem Spiel 6 nimmt! geht es darum, beim Abspielen der eigenen Karten möglichst wenig Minuspunkte in Form von „Hornochsen“ auf zurückerhaltene Karten zu bekommen. Dies geschieht, wenn die abgelegten Karten als sechste Karte in eine Kartenreihe gelegt werden. Im Spiel gibt es keine Spielerreihenfolge und alle Spieler spielen gleichzeitig ihre Karten aus, die Zugreihenfolge ist dann abhängig vom Kartenwert. Die Anzahl der Runden ist auf 10 festgelegt, da alle Spieler zu Beginn 10 Handkarten erhalten und in jeder Runde eine Karte ablegen. 
Das Spielmaterial besteht aus 104 Zahlenkarten (Hornochsen). Jede der Zahlenkarten besitzt am oberen und unteren Rand zwischen den Zahlenangaben eine unterschiedliche Anzahl „Hornochsen“ (1 bis 7), die angibt, wie viele Minuspunkte diese Karte in der Wertung bringt.

### Spielablauf
Zu Beginn des Spiels werden aus dem gemischten Kartensatz vier Karten offen in die Mitte gelegt und jeder Spieler erhält zehn Karten auf die Hand. In jeder Runde wählt jeder Spieler eine seiner Karten aus und legt diese verdeckt auf den Tisch, danach werden die Karten zusammen aufgedeckt. In aufsteigender Zahlenreihenfolge werden die Karten danach so auf die ausgelegten Reihen verteilt, dass sie immer aufsteigende Zahlenfolgen bilden. Die Karte, die angelegt wird, wird dabei immer an die Reihe mit der niedrigsten Differenz zur neuen Karte angelegt.
Wird auf diese Weise eine Reihe auf sechs Karten vervollständigt, muss der Spieler, dessen Karte die Reihe aufgefüllt hat, die bereits liegenden Karten nehmen und nur die eigene offen liegenlassen. Kann ein Spieler seine Karte nicht anlegen, weil sie niedriger als alle Endkarten der Kartenreihen ist, muss er alle Karten einer Reihe seiner Wahl nehmen (sinnvollerweise die, in der sich die wenigsten Minuspunkte (Hornochsen) befinden).

### Spielende und Wertung
Die erhaltenen Karten werden nicht wieder auf die Hand genommen, damit endet das Spiel nach zehn Runden. Sieger ist der Spieler, der die wenigsten Hornochsen erhalten hat.

## Spielvarianten
Vom Spiel 6 nimmt! existieren neben verschiedenen Hausregeln einige Varianten, die mit der Jubiläumsausgabe des Spiels offiziell veröffentlicht wurden.

### Sonderkarten 0,0 bis 0,9
In der 2014 erschienenen Jubiläumsausgabe von 6 nimmt! wurden 10 zusätzliche Karten mit den Werten 0,0 bis 0,9 in das Spiel eingeführt. Von diesen Karten bekommt jeder Spieler zu Spielbeginn eine Karte zusätzlich zu seinen 10 Handkarten, die restlichen Karten werden vor dem Verteilen der Handkarten untergemischt. Diese Karten werden beim Bestimmen der Spielerreihenfolge als kleiner als 1 behandelt und können an alle Karten angelegt werden, beim Anlegen nehmen sie den Wert der vorherigen Karte + den Kartenwert bis 0,9 an. An eine Sonderkarte darf niemals eine weitere Sonderkarte angelegt werden, die nächstfolgende Karte folgt den normalen Anlegeregeln des Spiels.

### Schiebung
In dieser Variante wählt zu Beginn jeder Runde ein Spieler eine seiner Handkarten aus und gibt diese verdeckt an seinen linken Nachbarn weiter, der sie aufnehmen muss. Erst danach wird die Karte für die laufende Runde ausgewählt und das Spiel folgt den klassischen Regeln. In der letzten Runde, wenn also alle Spieler nur noch eine Karte auf der Hand haben, wird nicht geschoben.

### Unterschiedlich lange Reihen
In dieser Variante bestehen die Auslage-Reihen nicht mehr grundsätzlich aus maximal fünf Karten, stattdessen bestimmt in jeder Reihe die erste Karte mit mehreren Hornochsen drauf, wie viele zusätzliche Karten noch angelegt werden dürfen. Dabei kann eine Reihe eine variable Länge von minimal zwei Karten und durch mehrere Karten mit nur je einem Hornochsen und einer nachfolgenden Karte mit sieben Hornochsen sehr lang werden.
Diese Variante stellt die Grundlage für die unterschiedlich lange Auslage des eigenständigen Spiels X nimmt! dar.

## Ausgaben und Rezeption
6 nimmt wurde von Wolfgang Kramer entwickelt und erschien 1994 bei dem deutschen Spieleverlag Amigo.

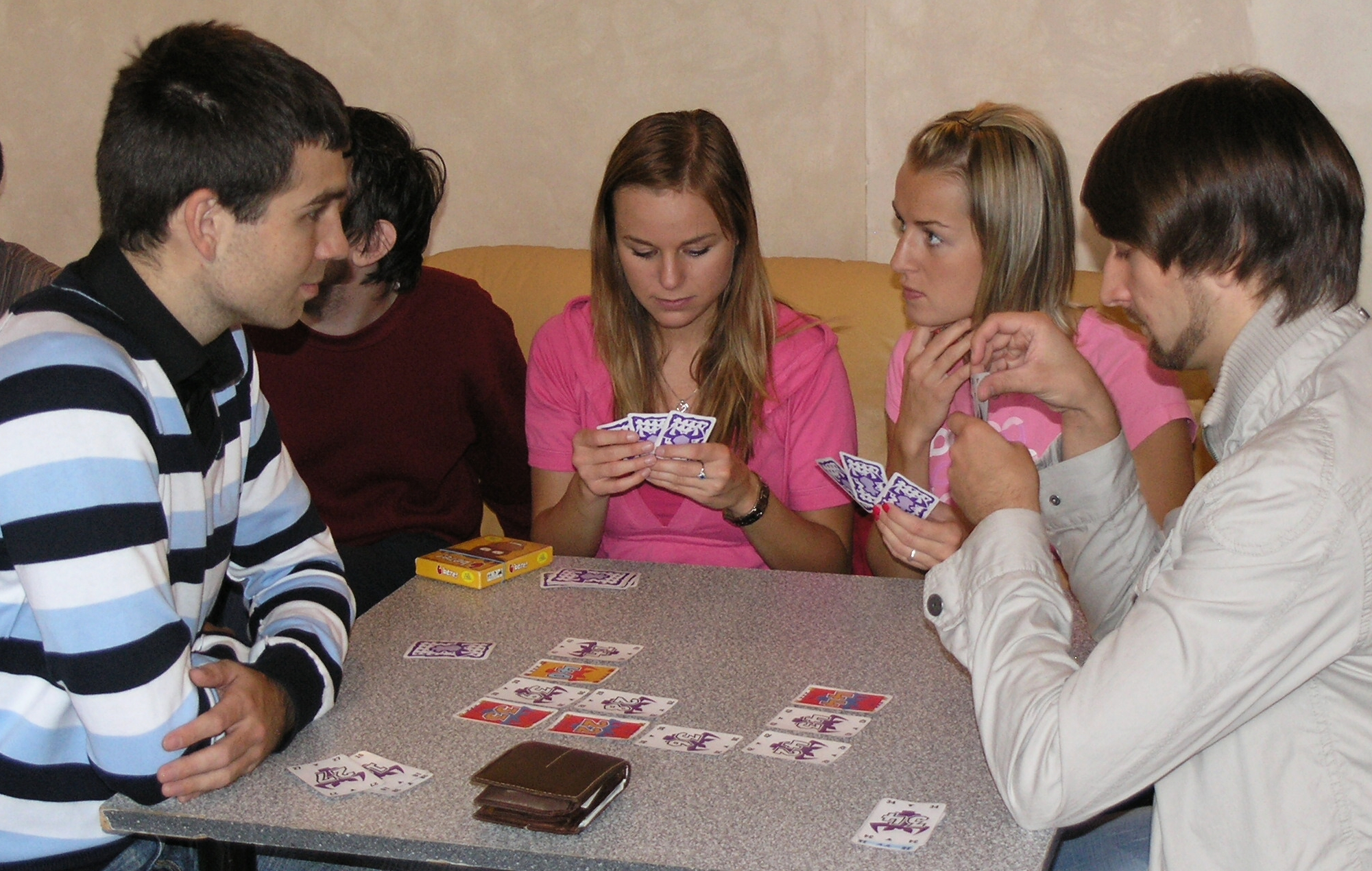
Spieler der tschechischen Version 6 bere!

In den Folgejahren erschien das Spiel international und wurde in zahlreichen weiteren Versionen veröffentlicht. So erschien es in den USA als Take 6 bei U.S. Games Systems, auf Niederländisch als Take 5! bei 999 Games, auf Finnisch, Dänisch, Schwedisch und Norwegisch als 6 nimmt! bei lautapelit.fi, auf Griechisch als πάρε 5! bei Kaissa Games, auf Ungarisch als Vigyáz(z)6! bei Piatnik, auf Tschechisch und Slowakisch als 6 bere! bei Albi, auf Spanisch als ¡Toma 6! und auf Portugiesisch als 6... pega!. Mit einem anderen Thema (Wirbelstürme statt Hornochsen), leicht veränderten Regeln und geänderter Grafik veröffentlichte der US-amerikanische Verlag Pando Games 2004 das Spiel als Category 5.

### Auszeichnungen
Das Spiel wurde 1994 mit dem Deutschen Spiele Preis ausgezeichnet und auf die Auswahlliste zum Spiel des Jahres 1994 aufgenommen, zudem erhielt es im selben Jahr den À-la-carte-Kartenspielpreis der Zeitschrift Fairplay und wurde in der amerikanischen Version Take 5 1996 auf die Auszeichnungsliste Mensa Select des Verbandes Mensa International aufgenommen. 2003 wurde der niederländische Ableger Take 5! für den Niederländischen Spielepreis nominiert.
Bis Januar 2005 wurden 1,5 Millionen Exemplare von 6 nimmt! verkauft.

### Spielvarianten und Nachfolger
Das grundsätzliche Spielprinzip von 6 nimmt! wurde von späteren Ablegern wie Hornochsen!, 11 nimmt! und X nimmt! teilweise übernommen, diese unterscheiden sich jedoch durch einige Regelmodifikationen vom Ursprungsspiel und untereinander.
Das Kartenspiel Hornochsen! erschien 1998 bei Amigo, 2004 erschien darauf aufbauend das Brettspiel Tanz der Hornochsen!. 2010 erschien das Kartenspiel 11 nimmt! und 2012 Bullenparty. Zum 20. Jubiläum kam im Januar 2014 eine Sonderausgabe mit neuen Sonderkarten und Spielvarianten heraus, 2017 erschien mit X nimmt! erneut ein eigenständiges Spiel.
Ebenfalls eigenständig ist die Kinderspiel-Variante 6 nimmt! Junior, die 2009 erschien und Empfehlungsliste zum Kinderspiel des Jahres aufgenommen wurde. Bei dieser Umsetzung wurde das abstrakte Spielprinzip auf einen Bauernhof als Thema übertragen und die Mitspieler legen Karten mit verschiedenen Tierarten.

## Belege
1. 1 2 3 4  6 nimmt!, Offizielle Spielregeln als Download bei 6 nimmt! auf der Website von Amigo; abgerufen am 27. August 2017.
2. 1 2 3 4  6 nimmt! Jubiläumsausgabe auf brettspiele-magazin.de; abgerufen am 27. August 2017.
3. ↑  Pando Games (Memento vom 20. Januar 2015 im Internet Archive) bei spielbox
4. ↑  6 nimmt! Jubiläumsausgabe auf brettspielbox.de; abgerufen am 27. August 2017.
5. ↑  6 nimmt! Junior auf der Website von Amigo; abgerufen am 27. August 2017.